# Troides priamus
Espèce
Statut CITES
Troides priamus ou Ornithoptère de Priam est une espèce de lépidoptères (papillons) de la famille des Papilionidae.

## Taxinomie
Troides priamus a été décrit par Carl von Linné en 1758 sous le nom initial de Papilio priamus.
Synonymie : Ornithoptera priamus ; Papilio archideus Gray, 1853 ; Papilio cronius C. & R. Felder, 1864 ; et de nombreux synonymes pour les diverses sous-espèces.

### Noms vernaculaires
Troides priamus euphorion se nomme  en anglais Cairns Birdwing, Troides priamus poseidon New Guinea Birdwing, Troides priamus richmondia Richmond Birdwing et Troides priamus urvillianus D'Urville's Birdwing.

### Sous-espèces

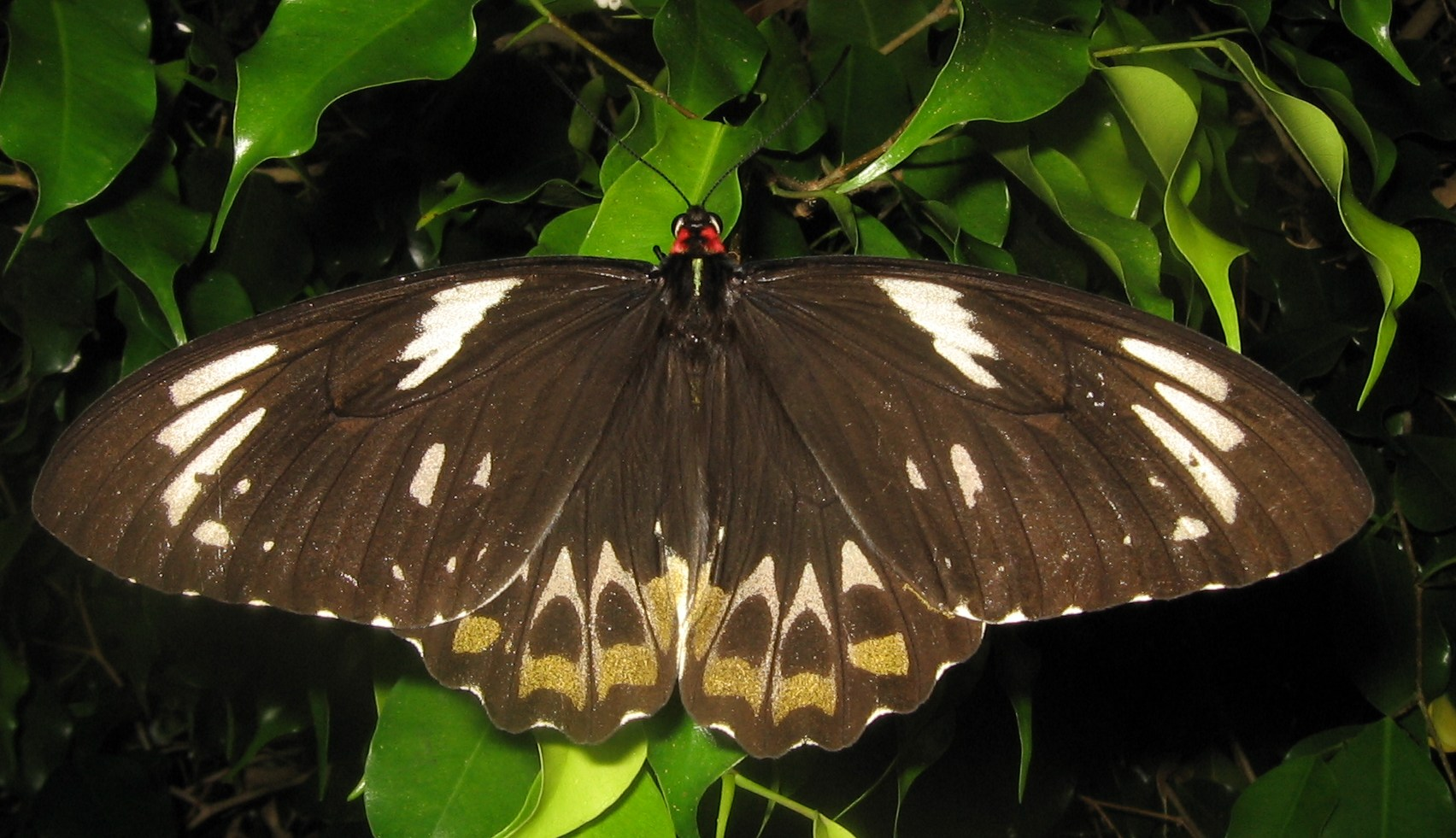
Ornithoptera priamus euphorion ♀

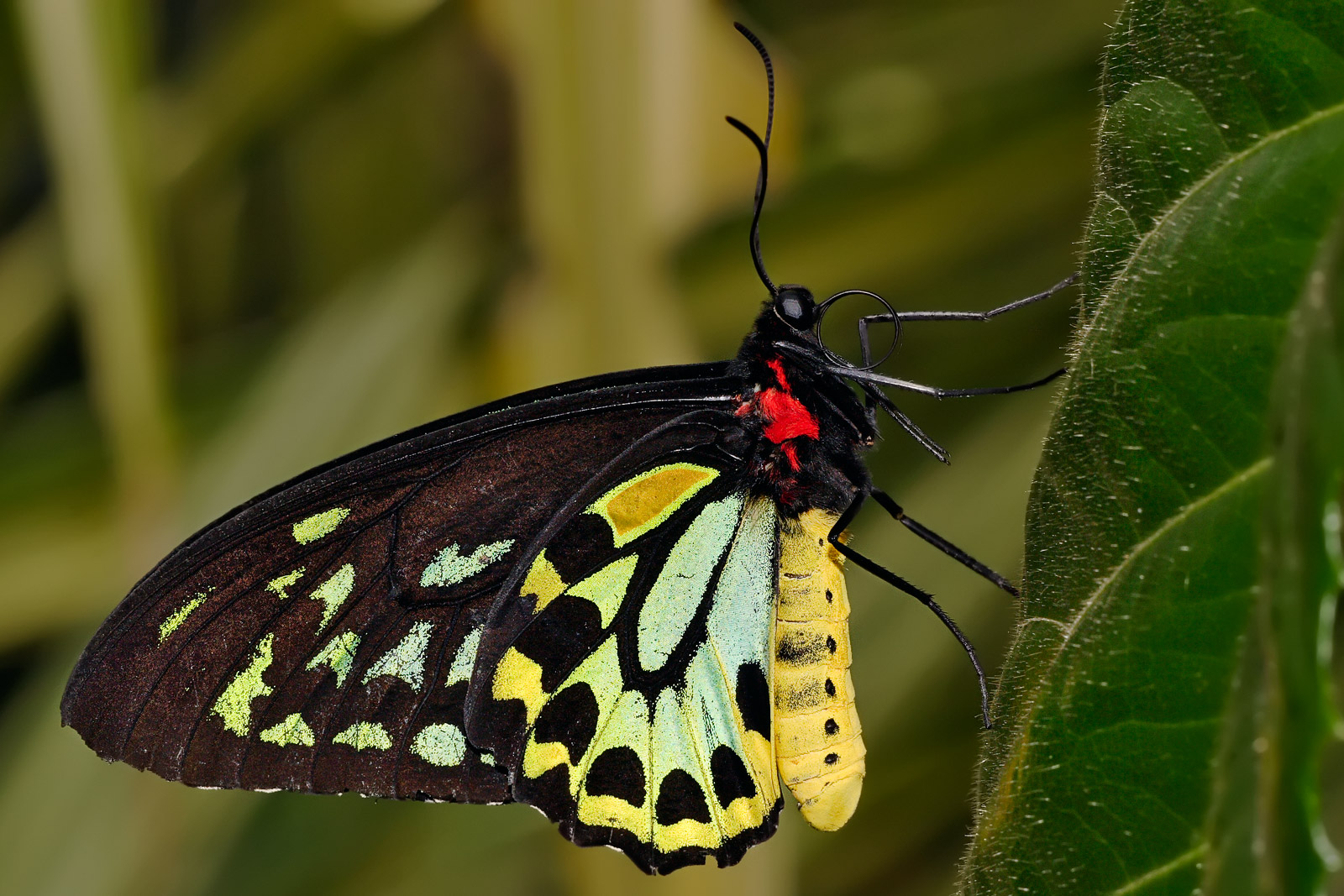
Troides priamus euphorion ♂, revers

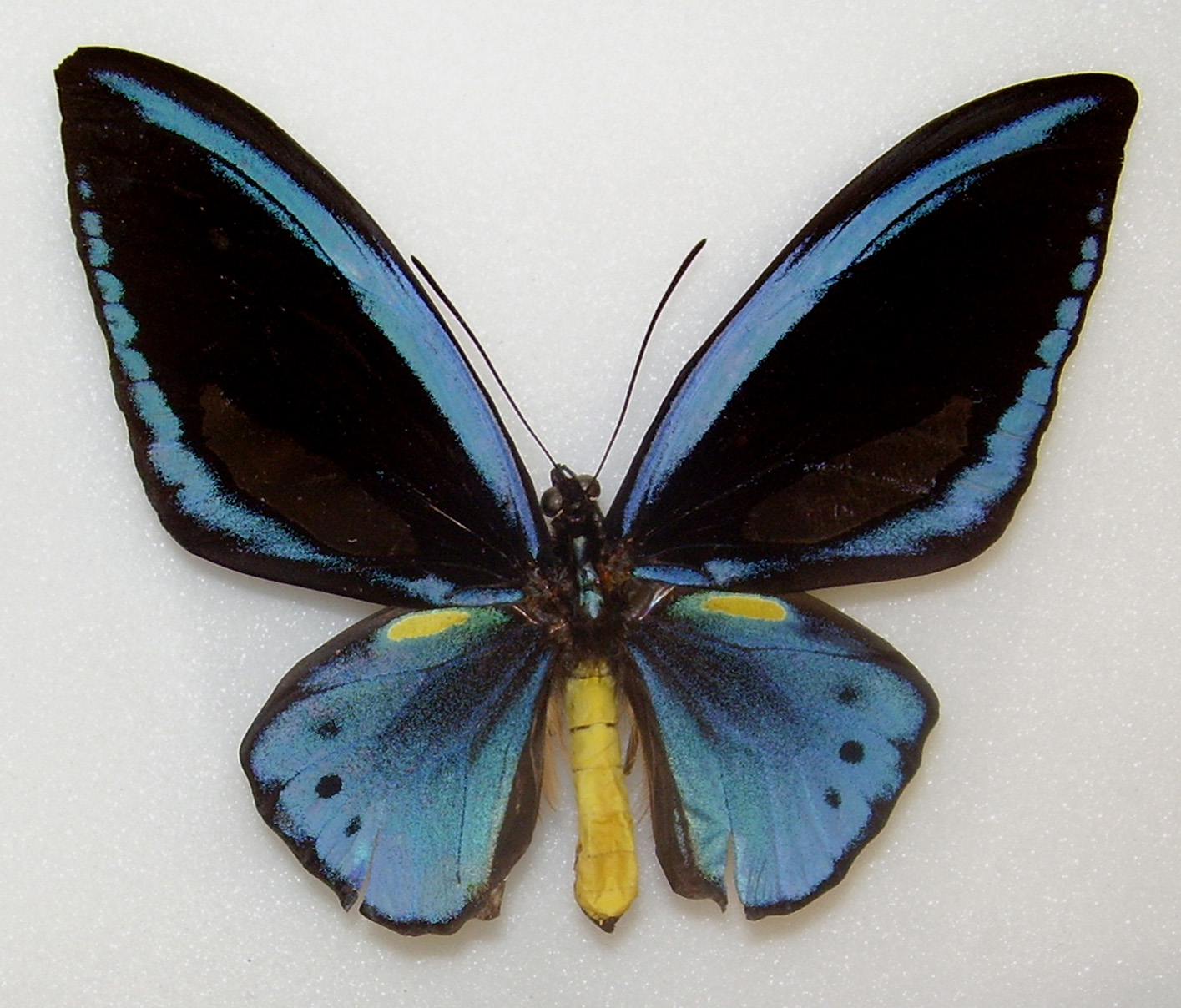
Ornithoptera priamus miokensis ♂

- Troides priamus priamus; présent dans l'archipel des Moluques
- Troides priamus admiralitatis (Rothschild, 1915)
- Troides priamus arruana (C. & R. Felder, 1859)
- Troides priamus boisduvalii (Montrouzier, 1856)
- Troides priamus bornemanni (Pagenstecher, 1894)
- Troides priamus caelestis Rothschild, 1898
- Troides priamus demophanes (Fruhstorfer, 1913)
- Troides priamus euphorion (Gray, 1853); présent dans le Queensland
- Troides priamus gebeensis Parrott, 1990; présent dans l'archipel des Moluques
- Troides priamus hecuba Röber, 1891; présent dans l'archipel des Moluques
- Troides priamus impensus Parrott, 1990; présent dans l'archipel des Moluques
- Troides priamus kasandra Kobayashi, 1994
- Troides priamus macalpinei Moulds, 1974; présent dans le nord du Queensland
- Troides priamus miokensis (Ribbe, 1898)
- Troides priamus poseidon (Doubleday, 1847)
- Troides priamus pronomus (Gray, 1853); présent dans le nord du Queensland
- Troides priamus richmondia (Gray, 1853)
- Troides priamus teucrus (Joicey & Talbot, 1916)
- Troides priamus urvillianus (Guérin-Méneville, 1830); présent aux Salomon[1].

Plusieurs de ces sous-espèces ont été décrites comme étant des espèces distinctes, en particulier Troides urvillianus, Troides euphorion et Troides richmondia.

## Description
Troides priamus est un grand papillon d'une envergure variant de 180 à 220 mm, avec un très important dimorphisme sexuel de forme et de couleur des ailes.
Les mâles ont sur le dessus les ailes antérieures noires bordées de vert, et le revers noir avec une bande discale et postdiscale verte coupée de veines noires. Les ailes postérieures qui vertes avec une ligne de points noirs plus marqués sur le revers.
Les femelles, plus grandes que les mâles ont les ailes antérieures et postérieures de couleur marron ornées d'une ligne submarginale de taches blanches, celles des ailes postérieures étant centrées d'un point marron.

## Biologie

### Plantes hôtes
Les plantes hôtes de sa chenille sont des aristoloches, Aristolochia acuminata, Aristolochia clematitis, Aristolochia deltantha, Aristolochia dielsiana, Aristolochia griffithii, Aristolochia indica, Aristolochia kaempferi, Aristolochia praevenosa, Aristolochia schlechteri, Aristolochia tagala et pour Troides priamus urvillianus Aristolochia elegans, Aristolochia indica, Aristolochia deltantha, Aristolochia praevenosa.

## Écologie et distribution
Troides priamus est présent dans le nord de l'Australie, en  Nouvelle-Guinée, aux Salomon et dans l'archipel des Moluques.

### Protection
Troides priamus est protégé.